# 彭學皆
彭學皆，四川省重慶府綦江縣人，清朝政治人物。同進士出身。

## 生平
光緒二年（1876年），參加丙子恩科會試，得貢士第78名。殿試登進士3甲第57名。同年五月（6月3日），經吏部掣簽，授即用知縣。